# Composizione tipografica

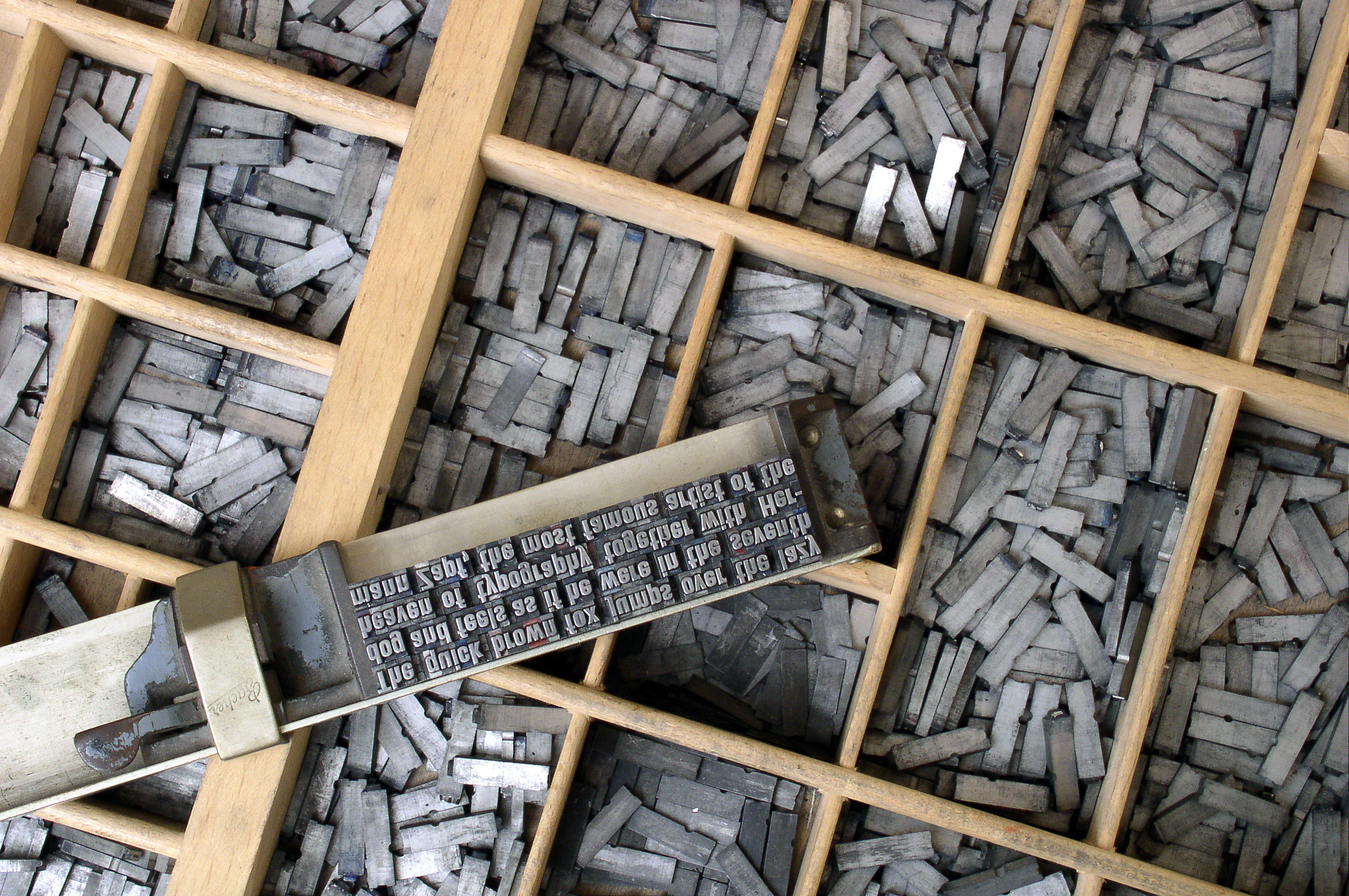
Caratteri tipografici mobili in metallo

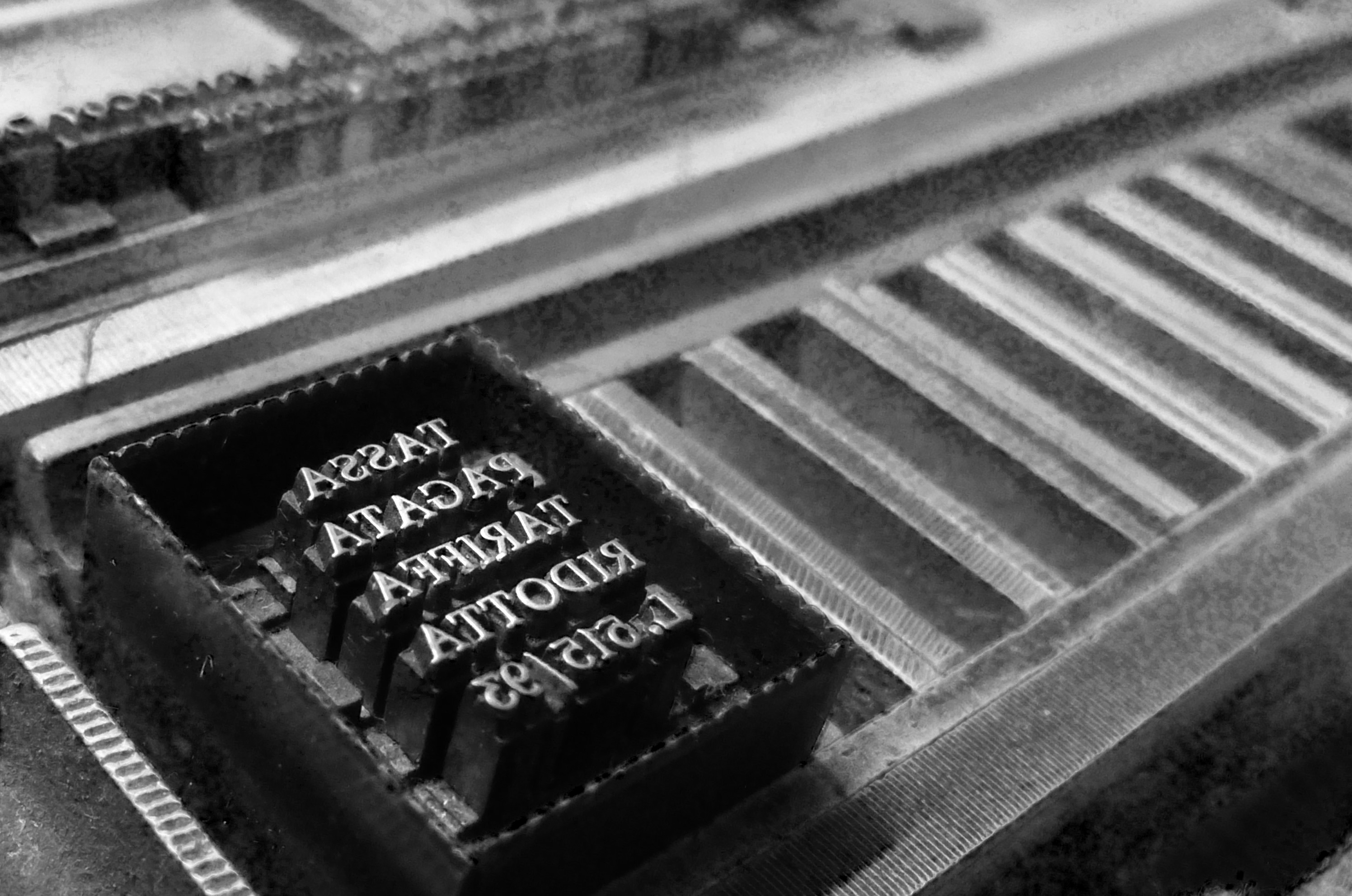
Composizione a caratteri mobili, fusi in piombo.

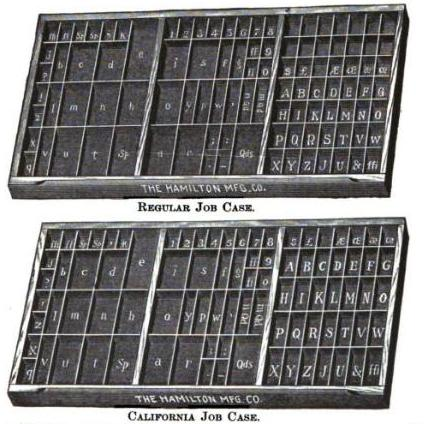
Due esempi di casse tipografiche, suddivise in vari cassettini, ciascuno destinato a raccogliere i singoli caratteri mobili (lettere, numeri e altri segni) di un solo tipo.

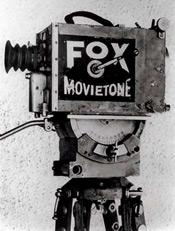
Old typesetting machines

La composizione tipografica o tipocomposizione è il procedimento di accostamento e sistemazione dei tipi di carattere e dei bianchi tipografici per la riproduzione a stampa di un testo scritto. L'addetto alla composizione tipografica si chiama compositore.

## Storia
Per secoli la composizione è stata eseguita a mano, "componendo" (cioè giustapponendo) ad uno ad uno i singoli caratteri mobili in piombo in senso inverso per formare una o più pagine di composizione, la cosiddetta imposizione, entro un telaio o forma di stampa da imprimere al torchio.
Solo verso la fine del XIX secolo la composizione diventò semiautomatica e poi automatica con le macchine linotype (fusione di un'intera riga di caratteri) o monotype (macchina che realizza linee di testo con i caratteri fusi singolarmente), mentre non ci fu più bisogno di ricomporre un testo già composto grazie alla stereotipia per mezzo di cliché.

### Composizione manuale
La composizione è il principio fondamentale che ha governato la stampa fin dai tempi di Gutenberg. Per secoli si è basata sull'utilizzo di caratteri mobili costituiti da una lega di piombo, antimonio e stagno.
Il compositore a mano è posizionato vicino a una cassa, formata da tanti cassettini quante sono le lettere dell'alfabeto, maiuscole e minuscole. Ha con sé alcuni strumenti: 
- un compositoio (pezzo di metallo profilato ad angolo retto. Su questo strumento si allineano i caratteri per formare le parole);
- un vantaggio (piano di legno o di metallo su cui il compositore dispone le righe composte);
- una giustezza di ottone (filetto metallico, numerato secondo la lunghezza della riga);
- un paio di pinzette (sono costituite da due piccole branche di acciaio facilmente avvicinabili. Servono a sostituire i caratteri collocati nel posto sbagliato).

Davanti a sé ha il testo originale che deve comporre per la stampa. Quando il compositore ha sistemato il vantaggio alla sua destra, nella parte alta della cassa, e l'originale accanto al vantaggio, prende il compositoio tra l'indice e il pollice della mano sinistra, vi infila la giustezza ed inizia la composizione. Con la punta del pollice e dell'indice della mano destra prende il carattere, lo sistema ai piedi (in verticale) nel compositoio, appoggiato alla giustezza di ottone, con la base rivolta all'esterno. Composta una riga, la rilegge (possono già essere stati commessi errori), si assicura che ci siano tutti gli spazi tra le singole parole e mette la divisione in fin di riga.
Riempito il compositoio, dispone la giustezza davanti alle righe e, aiutandosi col pollice, l'indice e il medio delle due mani, serra le tre o quattro righe composte e le sistema sul vantaggio. L'operazione di composizione continua fino al termine del manoscritto originale. Riempito il vantaggio, il compositore con uno spago lega in pacco tutte le righe composte, poi lo solleva con tutte e due le mani, lo pone sopra un portapagine (foglio di carta robusto e ben disteso) e lo sistema sul tirabozze, una specie di piccola macchina da stampa in miniatura, che è condotta a mano.
Con un rullo di inchiostro tipografico si inchiostra la pagina appena composta; poi, sempre a mano, si sovrappone un foglio di carta alla composizione, si aziona il rullo del tirabozze e si osserva il risultato: nel foglio di carta appare la prova stampata della prima pagina del manoscritto. È la bozza.

### Composizione meccanica
Il primo brevetto per una pressa meccanica risale al 1822. Successivamente, gli sforzi volti ad ottenere la composizione completamente meccanica del testo hanno portato all'invenzione delle macchine compositrici. Il compositore lavora su una tastiera e deve solamente digitare. Tutto il processo di composizione si svolge meccanicamente. Anche la fusione carattere è automatica, per cui l'intero processo viene definito "composizione a metallo caldo". La macchina Linotype, inventata nel 1881, utilizza una tastiera per assemblare le matrici di fusione e fondere un'intera riga di caratteri per volta. Le macchine Monotype, invece, usavano il metodo a metallo caldo per formare le singole lettere. In questo modo gli errori di composizione potevano essere corretti aggiungendo o togliendo una singola lettera.

All'inizio del XX secolo la composizione meccanica era ampiamente diffusa nei grandi giornali e nelle case editrici.

### Fotocomposizione
Nel corso del XX secolo il processo ha subito una rivoluzione. Dopo il 1950 è stata introdotta la fotocomposizione che, impiegando mezzi fotografici, ha sostituito completamente le tradizionali leghe di metalli.
I sistemi di fotocomposizione o "tipo freddo" sono apparsi per la prima volta nei primi anni '60 e hanno rapidamente sostituito le macchine di colata continua. Questi dispositivi consistevano in dischi o strisce di vetro o pellicola (uno per font) che ruotavano davanti a una fonte di luce per esporre selettivamente i caratteri su carta sensibile alla luce. Originariamente erano guidati da nastri di carta preforata. Successivamente sono stati collegati ai front-end del computer.

Composizione di pubblicità commerciale (in alto) e di titoli complessi su più colonne

Uno dei primi sistemi di fotocomposizione elettronica è stato introdotto da Fairchild Semiconductor. Il tipografo digitava una riga di testo su una tastiera Fairchild che non aveva display. Per verificare il corretto contenuto della riga era digitato una seconda volta. Se le due righe erano identiche suonava un campanello e la macchina produceva un nastro di carta perforato corrispondente al testo. Con il completamento di un blocco di righe il compositore immetteva i corrispondenti nastri di carta in un dispositivo di fotocomposizione che fissava meccanicamente i contorni dei caratteri stampati su lastre di vetro per l'esposizione su una pellicola negativa. La carta fotosensibile era esposta alla luce attraverso la pellicola negativa, risultando in una colonna di caratteri neri su carta bianca o una cambusa. La cambusa veniva quindi tagliata e utilizzata per creare un disegno meccanico o incollare un'intera pagina. Un grande negativo su pellicola della pagina veniva girato e utilizzato per realizzare lastre per la stampa offset.
Alla fine del secolo si è passati alla composizione elettronica, sfruttando le possibilità offerte dalle tecnologie informatiche applicate alla stampa.

### L'era digitale della composizione e del design grafico
Nell'era digitale, la composizione viene eseguita su computer e i tipografi hanno molta più flessibilità nella scelta dei caratteri più appropriati e nell'incorporazione di elementi di design appropriati in un documento.
Quando le persone commettono errori nella composizione, può rendere il documento più difficile da leggere. Gli errori possono includere la spaziatura errata delle lettere o la scelta di caratteri tipografici non appropriati per il documento o che non funzionano bene insieme.
La composizione deve essere coordinata con altri elementi della pagina, come foto e spazi bianchi.

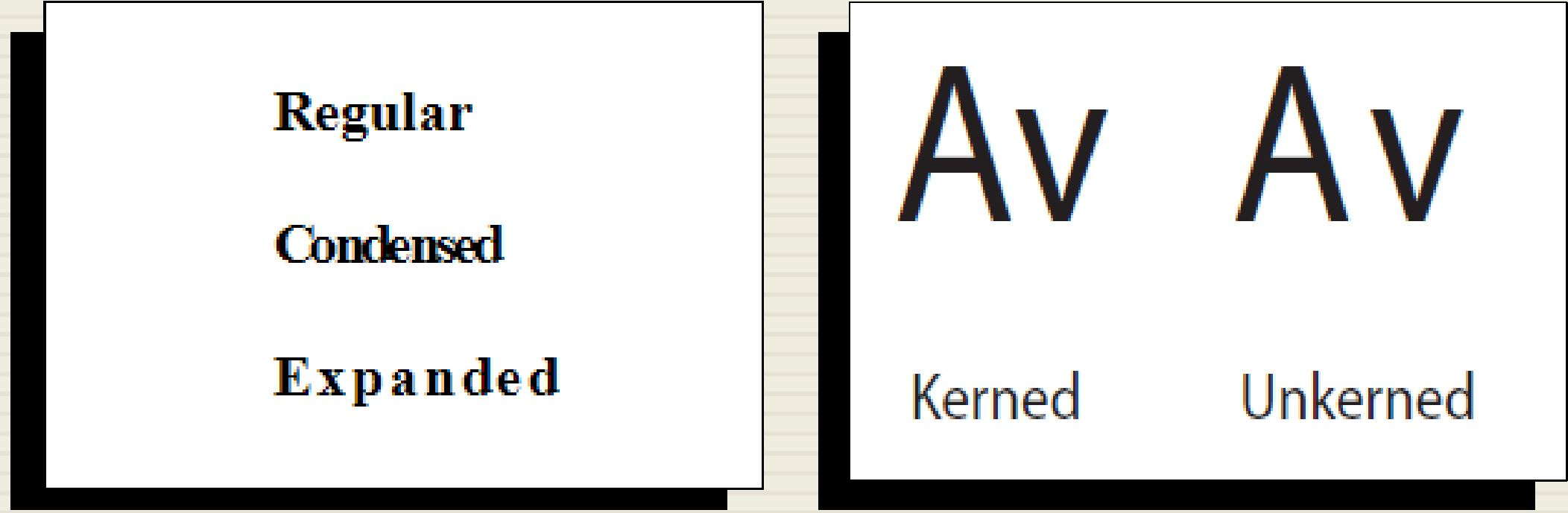
Esempio di crenatura

L'allungamento del testo è un'abilità che può essere utilizzata per creare un effetto artistico, ma può anche creare facilmente distorsioni visive che distraggono il lettore.
È disponibile una varietà di opzioni software di composizione, ma una buona composizione è una combinazione di strumenti tecnologici e abilità da parte del tipografo.
La crenatura è la spaziatura tra le lettere e una buona crenatura è uno degli elementi di base di una buona composizione.
Gli artisti del design grafico possono aggiungere elementi stilistici come i capolettera, che danno eleganza all'inizio di un capitolo o di un articolo.
Le vedove e gli orfani sono due problemi che possono emergere nel testo e che dovrebbero essere evitati. Una vedova è una singola parola o parte di una parola in fondo a una colonna di caratteri e un orfano è una singola parola o parte di una parola in cima a una colonna di caratteri. Sia le vedove che gli orfani creano uno spazio bianco dall'aspetto imbarazzante, interrompendo l'occhio.
La pratica di combinare testo, immagini e altri elementi per creare un'unica pagina stampata facile da leggere e piacevole alla vista è nota come impaginazione.

## Galleria d'immagini

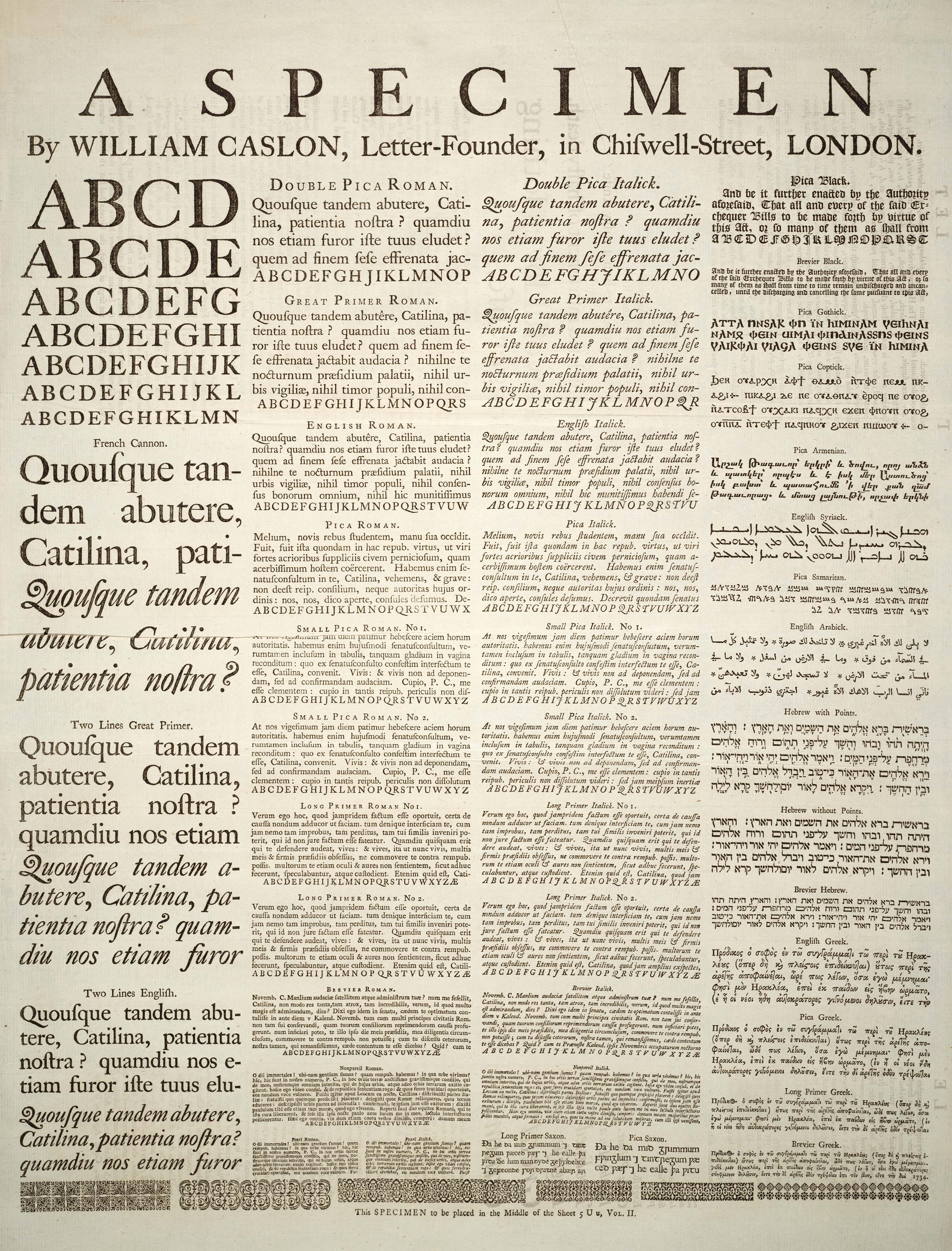
Un modello di foglio rilasciato[non chiaro] da William Caslon, fondatore della lettera[non chiaro], dall'edizione del 1728 di Cyclopaedia
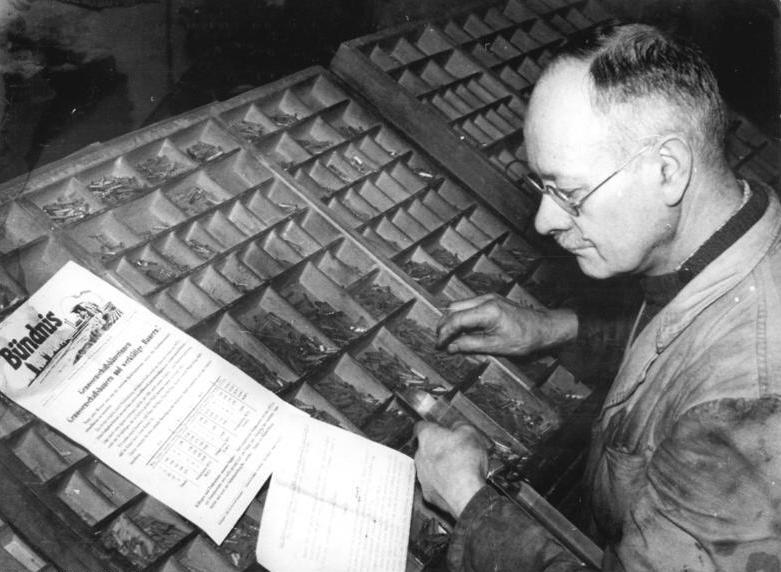
Germania, composizione di un giornale locale (Magdeburg-Südwest).
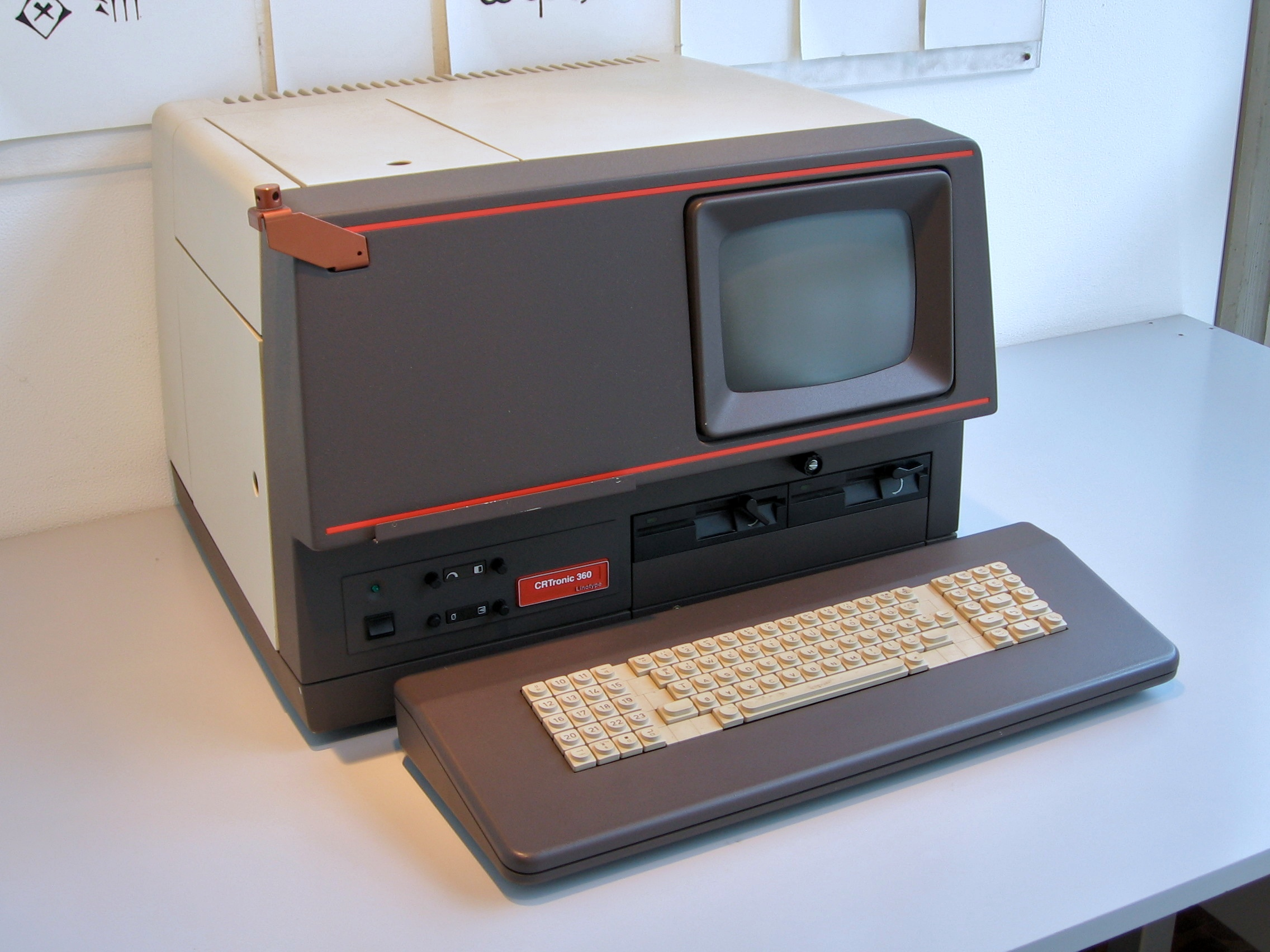
Un terminale di fotocompositrice tradizionale: la Linotype CRTronic 360.
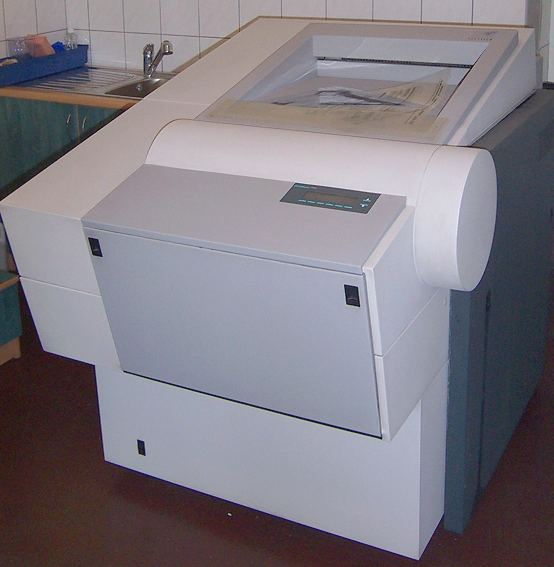
Una fotounità evoluta CTF degli anni 1990: la Flasheuse ScanView DotMate5000.
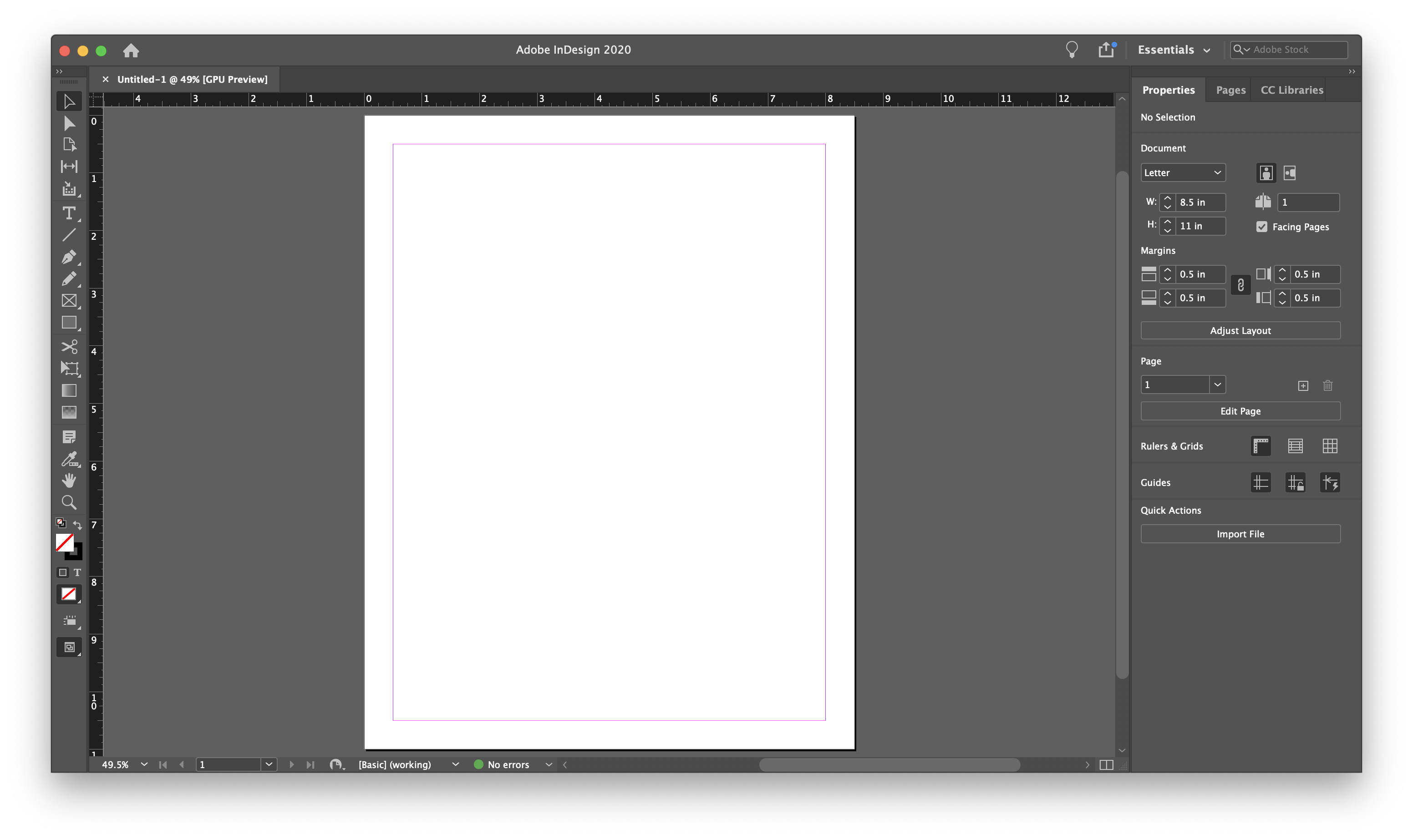
Interfaccia di Indesign, un software usato per la composizione digitale.